# Windischleuba
Windischleuba település Németországban, azon belül Türingiában. Lakosainak száma 1861 fő (2023. december 31.). Windischleuba Nobitz, Frohburg, Fockendorf és Treben községekkel határos.

## Népesség
A település népességének változása:
| Lakosok száma | 1939 | 1925 | 1889 | 1894 | 1861 |
|               | 2017 | 2019 | 2021 | 2022 | 2023 |